# 週刊ラジオアニメディア だんぜん!アニメNo.1
週刊ラジオアニメディア だんぜん!アニメNo.1 （しゅうかんラジオアニメディア だんぜんアニメナンバーワン）は、1983年10月12日から1984年4月5日までニッポン放送で放送されていたアニメ情報を中心に扱っていたラジオ番組（アニラジ）である。

## 概要
メインパーソナリティは平野文と松野達也（現・松野太紀）。ニッポン放送での放送時間は毎週水曜日20:00〜20:30。ニッポン放送ショウアップナイターの放送されてないナイターオフ期間中のみの放送であった。
番組タイトル通り、学研のアニメ雑誌「アニメディア」と連動した番組。ニッポン放送他一部のNRN各局では、月〜金の帯での統一レーベル枠「まるのみヤングバーガー」水曜日の番組として放送されていた。
番組は「毎週一度のお騒がせ！アニメのことならおまかせの週刊ラジオアニメディア『だんぜん!アニメNo.1』！」のタイトルコールで始まっていた。当時の最新アニメ情報の他、『カセット参加!アニメ道場』『アニメキャラそっくり大賞』『メディアスペシャル』などのコーナー、企画で構成されていた。
1984年1月には当時ニッポン放送で一番大きかったスタジオ「ラジオハウス銀河（通称：銀河スタジオ）」にて、神谷明をゲストに迎えて本番組初の公開録音が行われた。なお、神谷は本番組のゲスト出演者の中で最多の出演回数であった。

## 主なコーナー
アニメ・ニュースフラッシュ
- 毎回冒頭に行われたコーナー。アニメの最新情報や声優のちょっとしたエピソードなどを紹介。

アニメひょうきん通信
- リスナーから寄せられたアニメに関するジョーク・パロディ・ダジャレを発表。

アニメひとことマシンガン
- リスナーからの留守番電話によるメッセージを紹介。

今週のラヴシーン
- 電話で文や達也の言うお題のセリフに対してリスナーがセリフを考えるコーナー。

カセット参加! アニメ道場
- 番組からお題として、男女の会話のうち片方を抜いた形でショートストーリーを放送し発表。これに沿って、女性リスナーは女性の台詞、男性リスナーは男性の台詞を自分の声でカセットテープに録音して送付。このうち優秀作品が放送されていた[2]。

メディアスペシャル
- 本番組後半の目玉コーナー[5]。ゲストとのトークコーナー。

アニメ川柳No.1
- 1984年1月18日から始まったアニメひょうきん通信の後釜。アニメにまつわる事を"上の句""中の句""下の句"のいずれかに分けてリスナーが一つの句を投稿、番組側が組み合わせて一句にしたためて発表。

アニキャラそっくり賞
- 1984年1月18日からスタート。自薦他薦問わず、アニメキャラにそっくりだと思う人物の写真を紹介[6]。

## ゲスト
- 神谷明 （第1回放送＝1983年10月12日、1983年12月21日、1983年12月28日、1984年1月11日、1984年2月22日　最多出演。自らを"アニメライブラリーの館長"と自称し、「夜のドラマハウス」からの音源を紹介していた。）[1][4]
- 戸田恵子 （1983年10月19日）
- 千葉繁 （1983年10月26日）
- 間嶋里美 （1983年11月2日）
- 佐々木るん （1983年11月9日）
- 古谷徹 （1983年11月16日）
- 高田明美 （1983年11月23日）[1]
- 古川登志夫 （1983年11月30日）
- 堀江美都子 （1983年12月7日）
- 郷田ほづみ （1983年12月14日）
- 室井深雪 （1984年1月4日）
- 押井守 （1984年1月18日）
- 速水奨 （1984年1月25日）
- 冨永みーな （1984年2月1日）
- 鈴置洋孝 （1984年2月8日）
- 野島昭生 （1984年2月15日）
- 三ツ矢雄二 （1984年2月29日）[4]
- 高柳良一 （1984年3月7日）[4]
- 田中真弓 （1984年3月14日）[4]
- 中島千里 （1984年3月28日）

## スタッフ
- 構成作家：藤井青銅[6]
- ディレクター：松島宏[1][6]
- ミキサー：東松[6]

## ネット局
（出典：）

（太字は帯での統一レーベル枠「まるのみヤングバーガー」水曜日として放送。）
- 札幌テレビ放送：水曜 20:00 - 20:30
- 青森放送：水曜 24:00 - 24:30
- 山梨放送：水曜 21:00 - 21:30
- 信越放送：水曜 21:00 - 21:30
- 福井放送：土曜 19:30 - 20:00
- 中国放送：水曜 21:00 - 21:30[注釈 1]
- 山口放送：水曜 20:00 - 20:30
- 西日本放送：水曜 20:00 - 20:30
- 高知放送：水曜 20:00 - 20:30[注釈 2]
- 長崎放送：水曜 21:00 - 21:30